# ژرژ دار
ژرژ دار (فرانسوی: Georges Dard‎؛ ۲۸ ژوئن ۱۹۱۸ – ۲ مهٔ ۲۰۰۱) بازیکن فوتبال اهل فرانسه بود.
از باشگاه‌هایی که در آن بازی کرده‌است می‌توان به باشگاه فوتبال المپیک مارسی، و باشگاه فوتبال المپیک مارسی، و باشگاه فوتبال سویا، باشگاه فوتبال المپیک مارسی، و باشگاه فوتبال المپیک مارسی، اشاره کرد.
وی همچنین در تیم ملی فوتبال فرانسه بازی کرده‌است.